# 皮德科爾米爾利亞
51°48′20″N 25°30′12″E / 51.80556°N 25.50333°E
皮德科爾米爾利亞（烏克蘭語：Підкормілля），是烏克蘭的村落，位於該國西部沃倫州，由卡明-卡希尔斯基区負責管轄，面積18.1平方公里，海拔高度142米，2001年人口822，人口密度每平方公里45.4人。